# هارون تشاكر
هارون تشاكِر (بالتركية: Harun Çakır)‏, (ولد: 3 فبراير 1954 – توفي: 28 أكتوبر 2011, تركيا) سياسي تركي. ونائب سابق في البرلمان التركي في دورته (24) ممثلا عن حزب العدالة والتنمية.